# Phytoseius antigamenti
Phytoseius antigamenti är en spindeldjursart som beskrevs av E.M. El-Banhawy och Abou-Awad 1989. Phytoseius antigamenti ingår i släktet Phytoseius och familjen Phytoseiidae. Inga underarter finns listade i Catalogue of Life.